# 김용재 (1912년)
김용재(金用在, 1912년 12월 30일 ~ 1958년 1월 31일)는 대한민국의 정치인이다.

## 약력
- 충청남도 당진군(현 당진시)에서 태어났다.
- 예산농업학교를 졸업했다.
- 1948년 5월 10일 : 제헌 국회의원(충남 당진)

## 역대 선거 결과
|  | 31.49% |

|  | 0% |

|  | 31.85% |

## 참고 자료
- 《대한민국 의정총람》, 국회의원총람발간위원회, 1994년
- 김용재 - 대한민국헌정회